# Apatania pectinella
Apatania pectinella là một loài Trichoptera trong họ Apataniidae. Chúng phân bố ở miền Cổ bắc.